# Ander Murillo
Ander Murillo García (* 26. Juli 1983 in Donostia-San Sebastián) ist ein spanischer Fußballspieler, der zurzeit beim zyprischen Erstligisten AEK Larnaka unter Vertrag steht.

## Spielerkarriere
Ander Murillo stammt wie die meisten Spieler von Athletic Bilbao aus dem eigenen Nachwuchs. Bereits mit 18 Jahren spielte er regelmäßig in der ersten Mannschaft von Athletic. Viele Jahre lang war er fester Bestandteil der Mannschaft und absolvierte so über 130 Spiele für den Verein. Als sich dies jedoch änderte, wurde er zur Saison 2009/10 in die spanische Segunda División an UD Salamanca verliehen.
Weil sich seine Situation bei Athletic nach dem Leihgeschäft nicht grundlegend ändern sollte, verließ er den Verein im Sommer 2010 endgültig und verblieb in der zweiten spanischen Liga bei Celta de Vigo. Sein erstes Ligaspiel für seinen neuen Verein absolvierte er am 10. Spieltag beim 1:1 gegen Recreativo Huelva. Im Verlauf der Saison kam er auf 23 Einsätze, hatte seinen Stammplatz aber zu keinem Zeitpunkt sicher.
So entschied er sich im Sommer 2011 zu einem Wechsel in die zyprische Erste Division zu AEK Larnaka. Bereits am ersten Spieltag der neuen Saison wurde er erstmals eingesetzt.